# Allylamine
L'allylamine est un composé organique de formule semi-développée CH2=CH-CH2NH2. Ce liquide incolore est la plus simple des amines insaturées. L'allylamine peut être préparée par hydrolyse de l'isocyanate d'allyle. Elle réagit typiquement comme une amine.

## Réaction
Des polymérisations peuvent être faites pour préparer l'homopolymère poly(hydrochlorure d'allylamine) qui sert d'électrolyte ou des copolymères.

## Sécurité, toxicologie
L'allylamine est lacrymogène hautement toxique, qui figure dans la liste EPA des substances extrêmement dangereuses.